# クピド (ブグローの絵画)
『クピド』（仏:Cupidon, 英:Cupid）は、1875年に画家ウィリアム・アドルフ・ブグローがキャンバスに描いた油彩画。クピドを題材とした有名な絵画の一つであり、ブグローの代表作。現在はロンドンのブリッジマン・アート・ライブラリが所蔵している。

## 概要
ローマ神話上の恋愛の神、クピドが主題。裸身で背中に翼があり、少年の形で表現されている。クピドの足元に置かれているのは恋の矢（クピドの矢）。
キャンバスのサイズは高さは155.5cm、幅は84.5cmで、縦に長い作品である。

## 類似作品
ブグローは当作品以外にも、クピドを題材とした絵画を複数制作している。

A Girl Defending Herself against Cupid (1880)
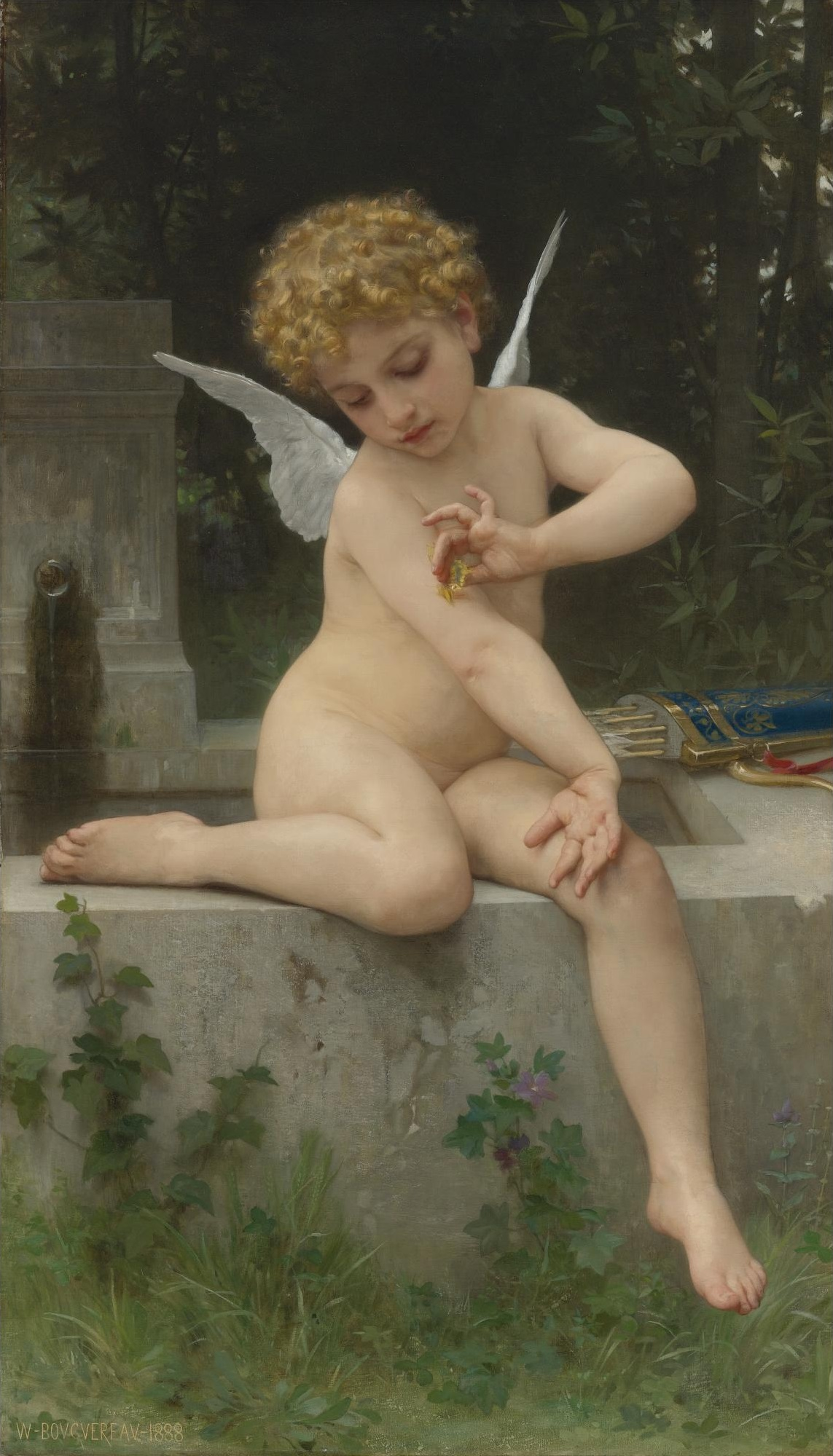
Cupid with a Butterfly (1888)
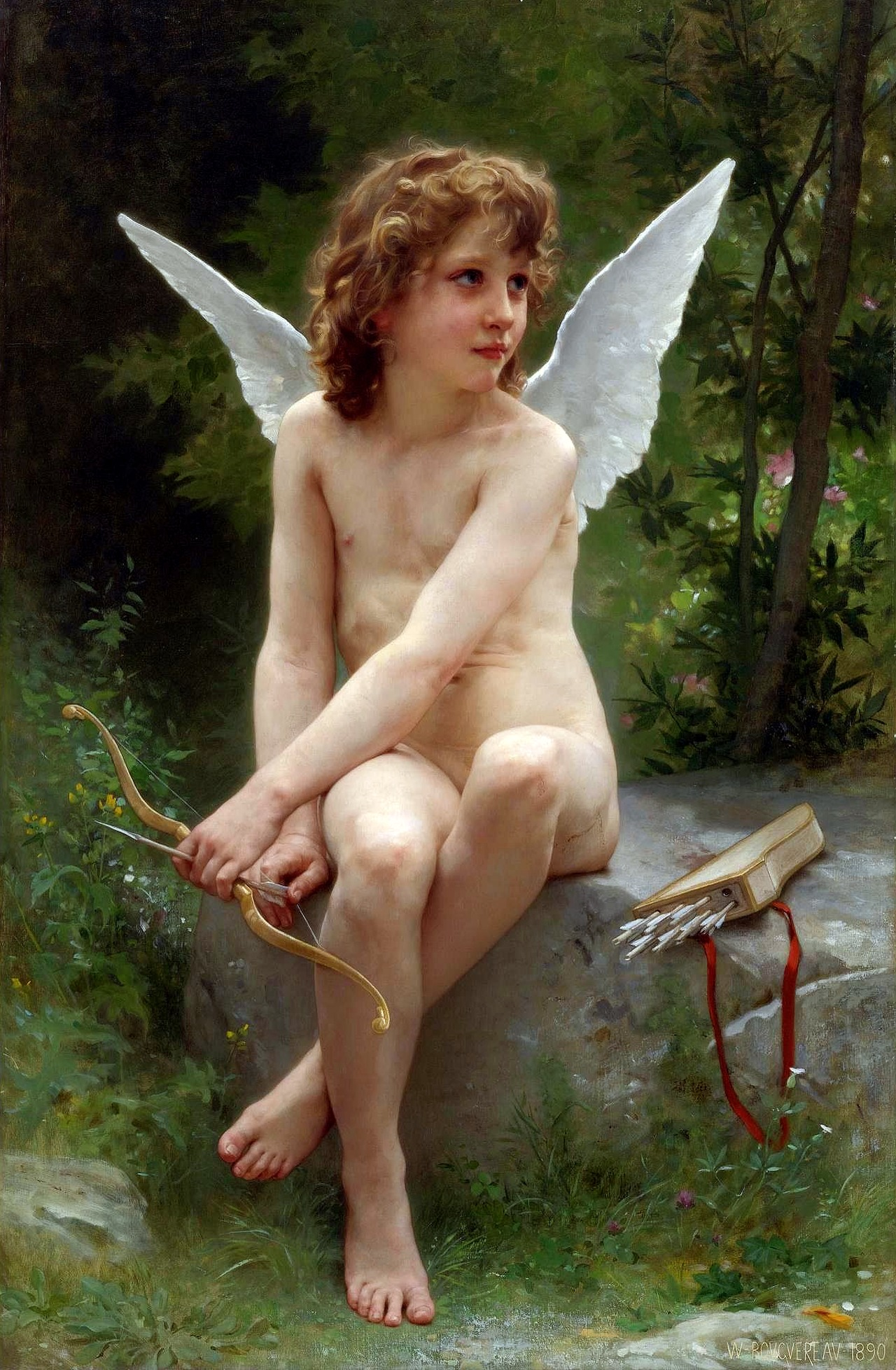
Love on the Look Out (1890)
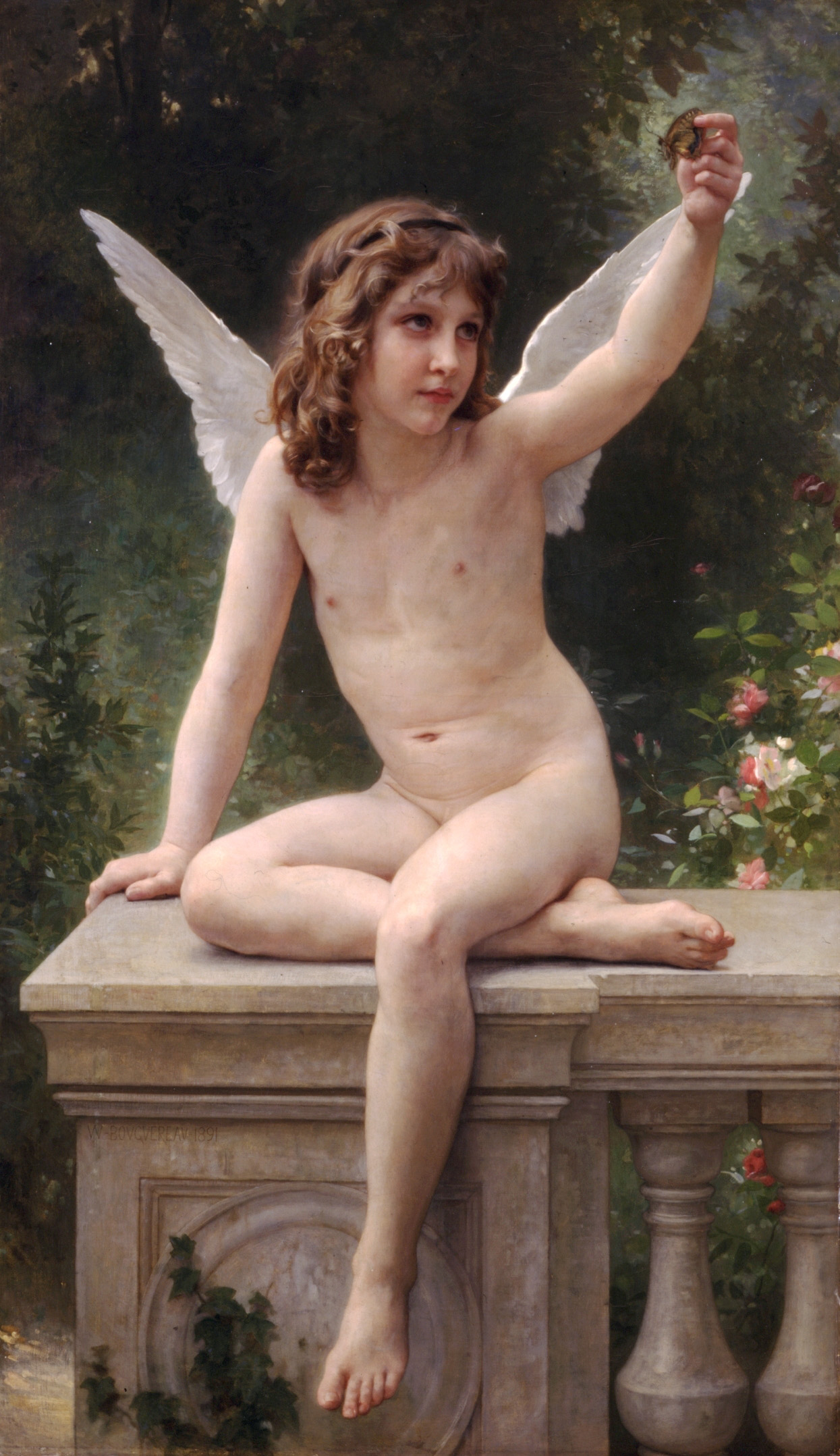
The Prisoner (1891)
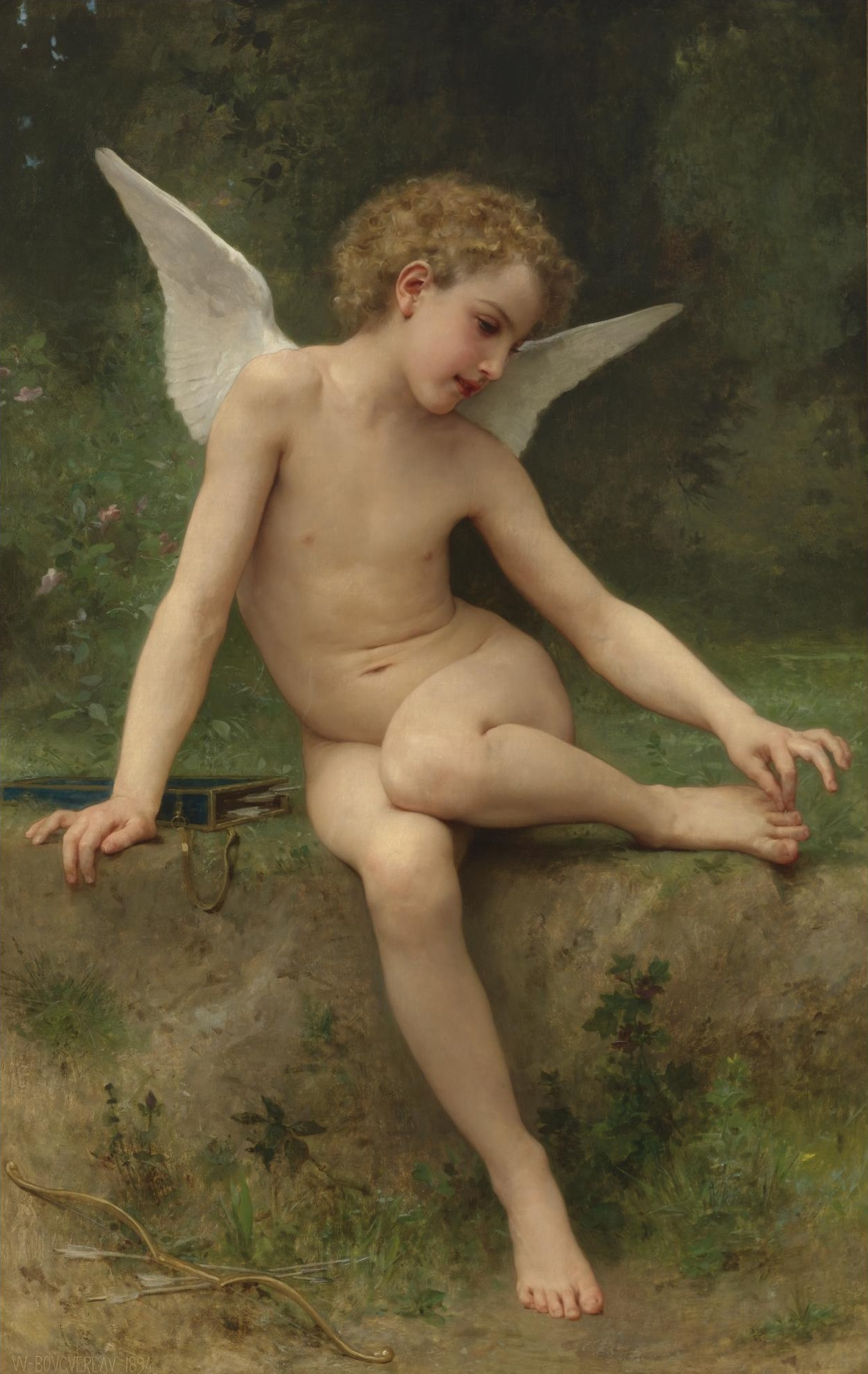
Cupid with Thorn (1894)
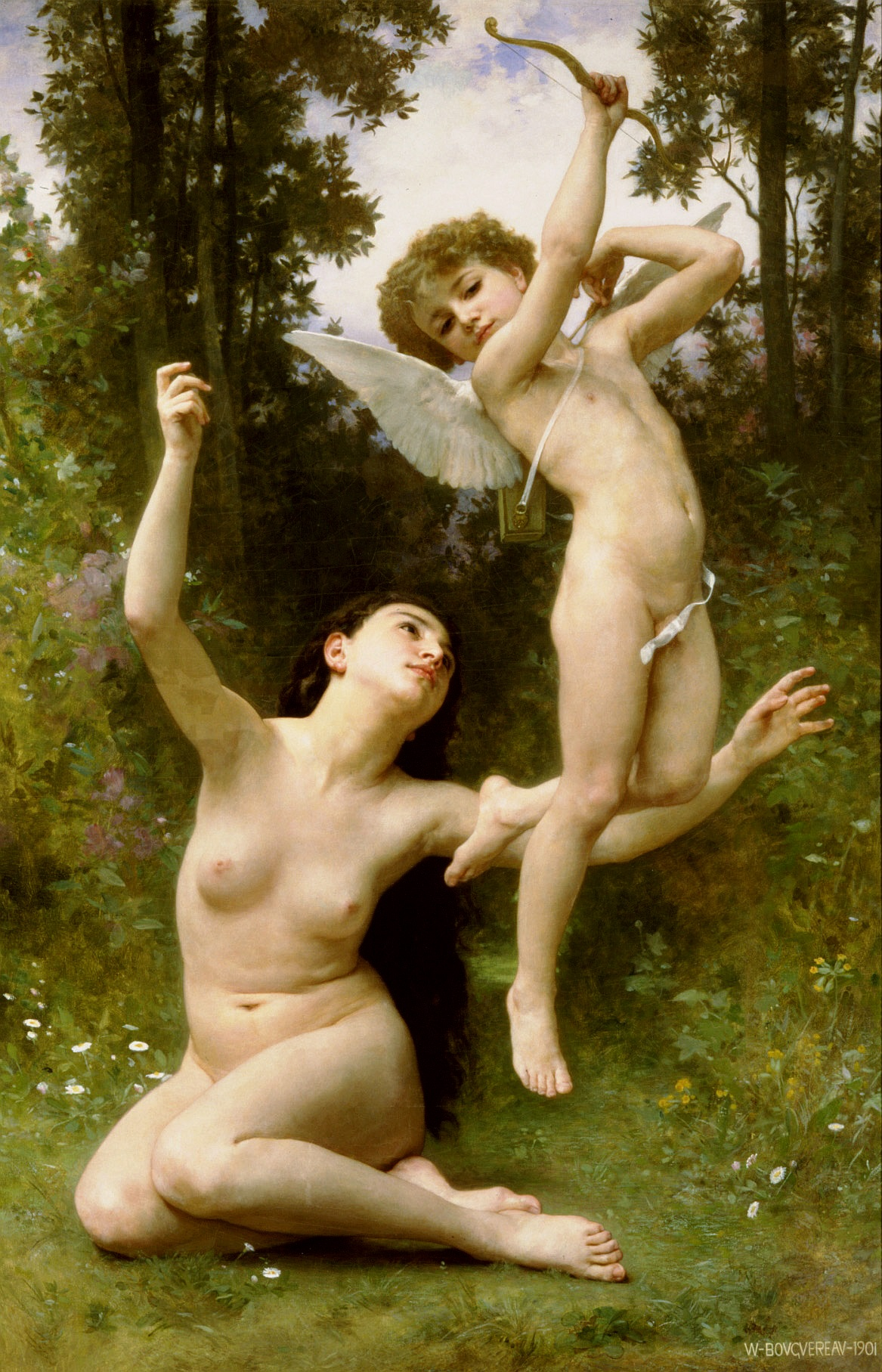
Flight of Love (1901)